# ドラゴントレジャー2
ドラゴントレジャー2 とは、ドラゴントレジャーの続編。開発は 株式会社セガワウ（現・株式会社セガ）。
ドラゴントレジャーでの様々なバグ（不具合）を改良すると共に、前作のゲーム性を保持したまま様々な要素を付け加えた新しいタイプのマス型プッシャーメダルゲームマシン。フィールドに投入したメダルをプッシャーで押し出し、手前に落ちた分を獲得できる。
前作の3キャラクターに加え、「商人・ブロワーズ」が追加されている。ICカードを購入して、ストーリーを開始した場合、最初はブロワーズから開始し、途中で前作の3キャラクターを利用することができるようになる。

## 基本プレイ方法
前作と同じ通りに、メダルを使用してダンジョン内に居るキャラクターを進ませる。キャラクターを進ませると、ダンジョン内に2～3歩毎に落ちているクリスタルを獲得する。クリスタルを獲得すると、画面上部にある クリスタルルーレット が回る。クリスタルルーレットの当選は主に、メダル・エンジェルチャレンジ・戦闘などがある。メダルは5メダル～15メダルをその場で獲得することができる。
ダンジョンの最後には、トレジャースロットがあり、トレジャースロットでは最高500枚のメダルを獲得することができる。また、トレジャースロットの中身もキャラクターによって変わっており、色々なキャラクターで遊びたくなる要素が増えた。
戦闘は前作と同じで、メダルを使用して敵を倒す。今回より、ターゲットに「吸収」が追加された為に前作のようにメダルの乱れ撃ちで敵を倒すことが出来なくなり、スキルが要求されるようになった。
ダンジョンを最後まで行くと、ボスが出現。ボスを倒すとその場で50枚を獲得し、続けてジャックポットスロットとなる。ジャックポットスロットは、ダンジョンの長さにより1回～4回回す事ができる。ジャックポットスロットの中身は、ドラゴンズアイテム1個・ドラゴンズアイテム2個・ドラゴンズアイテム3個・DTチャンスになっている。

## エンジェルチャレンジ
クリスタルルーレットを回すと、エンジェルチャレンジに突入する場合がある。エンジェルチャレンジとは、ダンジョンから天国に向かって繋がっている道を左・右の二者択一方式で選んで、3つの扉をクリアするゲーム。（入り口を含めると、4つの扉）
扉の途中や、扉の前などで敵が出現することがあり、敵を倒すと次の様なアイテムが手に入ることがある。
- 魔物禁止 ― このアイテムを持っていると、途中でモンスターに遭遇しない。
- 天使の○印　―　次の扉に○×印が付いて、正解の扉がわかる。
- 一方通行標識　―　次の扉が1つになり、間違えずに突破できる。
- ミミック招待状　―　この招待状を持っている限り、敵が全てミミックになる。（ミミックは倒すと、大量メダルを獲得できる）
- フリーパス　―　このアイテムを持っていると、どの扉を選ぼうが最後まで確実に正解になる。
- ゴールドイーターチャンス招待券 ― このアイテムを持ってクリアすると、必ずゴールドイーターチャンスになる。

全ての扉をクリアすると、ダブルアップにチャレンジできるメダル100枚・メダル300枚、ゴールドイーターチャンス、DTチャンスのどれかが当選となる。

## ダブルアップ
ダブルアップとは、メダルを獲得したときに発生することがあり（ただしエンジェルチャレンジのクリアによるメダル払い出し権利については100%発生する）、プレイヤーが挑戦するか否かを選択する。
内容は、画面左右に合計2個の宝箱が出現し、プレイヤーがメダル1枚をフィールドに投入することによってどちらか片方を選択するというものである。（先にメダル検知センサーを切った方を選択対象とするため、2枚を同時に投入して両方を選択するということは当然できない。）片方には[×2]が、そしてもう片方には[×0]が入っており、×2を選択できれば払い出し権利のメダル枚数が倍になるが、×0を選択した場合には当該払い出し権利は消滅するというものである。
ダブルアップはドラゴントレジャーが2になってから登場した新イベントである。

## ゴールドイーターチャンス
ゴールドイーターチャンス（以後GEC）とは、エンジェルチャレンジの当選から発生する大当たりで、突入すると「ゴールドイーター」と呼ばれる敵が次々に出現する。ゴールドイーターは1メダルで倒すことが出来て、倒すとその場で10枚獲得できる。1回のGECで、およそ100枚前後のメダルを獲得することができる。
また、GECが終了して、ダンジョンに戻っても クリスタルルーレット20回分 高確率状態となる。高確率状態中は、戦闘終了後にGECに突入したり、クリスタルルーレットでイーターマークに停止して、その場でGECに突入する。高確率状態は、毎GECごとに20回にリセットされる為に強烈な連チャン性を持ち、10～20連チャン(約1200メダル～2400メダル)は当たり前、40～50連チャン(約4800メダル～6000メダル)も普通に出現し、時には100連チャン(約12000メダル～)を越える事も。

## DTチャンス
前作 ドラゴントレジャーのトピックスを参照。

## 注意
ここで示している「獲得」はプレイヤーの実際の獲得枚数ではなく、プッシャーフィールドに払い出される枚数を指している。